# Halobana
 

Polarvy av solen-jordens Lagrange-punkter. Halobanor är möjliga vid L1, L2 eller L3 (banor visas inte i diagrammet).

En halobana är en periodisk, tredimensionell omloppsbana nära en av Lagrange-punkterna L1, L2 eller L3 i omloppsmekanismens trekroppsproblem. Även om en Lagrangepunkt bara är en punkt i rymden är dess säregna kännetecken att den kan kretsas runt av en Lissajous-bana eller av en halobana. Dessa kan ses som ett resultat av en växelverkan mellan gravitationskraften hos de två planetkropparna och corioliseffekten och centrifugalkraften på en rymdfarkost. Halobanor finns i alla system som består av tre kroppar, t.ex. ett satellitsystem som kretsar kring solen och jorden eller ett satellitsystem som kretsar kring jorden och månen. Kontinuerliga "familjer" av både norra och södra halobanor finns vid varje Lagrange-punkt. Eftersom halobanor tenderar att vara instabila banan underhållas med hjälp av finjusterarraketer, för att undvika att banan ska förfalla.
De flesta satelliter i halobana tjänar vetenskapliga syften, till exempel som rymdteleskop.

## Definition och historia
Robert W. Farquhar myntade namnet "halo" år 1966 för banor runt L2 som gjordes periodiska med hjälp av finjusterarraketer. Farquhar förespråkade att man skulle placera satelliter i en sådan omloppsbana bortom månen (Jord–Måne L2) som en kommunikationsrelästation för Apollo-uppdrag till månens baksida. En rymdfarkost i en sådan omloppsbana skulle vara i kontinuerlig direktkontakt med både jorden och månens baksida, medan en Lissajous-bana ibland skulle få rymdfarkosten att skymmas bakom månen sett från jorden. I slutändan användes ingen reläsatellit för Apollo eftersom alla landningar inom programmet var på framsidan av månen.
1973 upptäckte Farquhar och Ahmed Kamel att när en Lissajous-bana får tillräckligt stor amplitud skulle det finnas en motsvarande amplitud utanför planet som skulle ha samma period. Omloppsbanan upphörde då att vara en Lissajousbana och blev något som liknade en ellips. De använde analytiska uttryck för att representera dessa halobanor. 1984 visade Kathleen Howell att mer exakta banor kunde beräknas numeriskt. Hon fann dessutom att det för de flesta förhållandena mellan massorna av de två kropparna (som jorden och månen) fanns en rad stabila banor.
Det första uppdraget att i praktiken utnyttja en haloomloppsbana var ISEE-3, en gemensam satsning från ESA och NASA som sköts upp 1978. Den reste till L1-punkten för solen-jorden och höll en halobana där mellan 20 november 1978 och 10 juni 1982. Nästa uppdrag att använda en halobana var Solar and Heliospheric Observatory (SOHO), också ett gemensamt ESA/NASA-uppdrag som studerade solen. Sonden anlände till solen-jorden L1 1996 och använde en bana liknande ISEE-3. Även om flera andra uppdrag sedan dess har rest till Lagrange-punkter, har de (t.ex. astrometriska rymdteleskopet Gaia) har vanligtvis använt de relaterade icke-periodiska variationerna som kallas Lissajous-banor snarare än en faktiska halobanor.
I maj 2018 förverkligades äntligen Farquhars ursprungliga idé när Kina placerade den första kommunikationsreläsatelliten, Queqiao, i en halobana runt jorden-månens L2-punkt. Den 3 januari 2019 landade rymdfarkosten Chang'e 4 i Von Kármán-kratern på månens baksida med hjälp av kommunikationsmöjligheten till jorden tillhandahållen av Queqiao.
Rymdteleskopet James Webb placerades i en halobana runt solen-jordens L2-punkt den 24 januari 2022. Euclid kommer att placeras i en liknande bana runt samma punkt i augusti 2023.